# 178

## Esdeveniments
- Tarraconense: El que després serà emperador romà Septimi Sever és nomenat procònsol governador de la província.[1]
- Esmirna (Àsia Menor): Un violent terratrèmol causa grans estralls a la ciutat.[2]

## Necrològiques
- Corint (Grècia): Sant Dionís, bisbe, màrtir.[3]